# Saint-Agnant (Charente-Maritime)
Saint-Agnant é uma comuna francesa na região administrativa da Nova Aquitânia, no departamento de Charente-Maritime. Estende-se por uma área de 22,49 km². Em 2010 a comuna tinha 2 752 habitantes (densidade: 122,4 hab./km²).